# Jemanschelinsk
Jemanschelinsk (russisch Еманжелинск) ist eine Stadt in der Oblast Tscheljabinsk (Russland) mit 30.216 Einwohnern (Stand 14. Oktober 2010).

## Geografie
Die Stadt liegt am Ostrand des Südlichen Ural etwa 50 km südlich der Oblasthauptstadt Tscheljabinsk, bei der Mündung des Flüsschens Jemanschelinka in den See Großer Sarykul (Bolschoi Sarykul).
Jemanschelinsk ist der Oblast administrativ direkt unterstellt und zugleich Verwaltungszentrum des gleichnamigen Rajons.
Die Stadt liegt an der Eisenbahnstrecke Tscheljabinsk–Troizk–Orsk bzw. –Qostanai sowie der Fernstraße M36 Jekaterinburg–Troizk–kasachische Grenze.

## Geschichte
Eine Kosakensiedlung an Stelle der heutigen Stadt entstand 1770 und wurde nach dem hier fließenden Bach Jamanselga benannt (baschkirisch/tatarisch für schlechter Bach). In einer Ortsliste von 1866 wird das Dorf bereits in der russifizierten Form als Staniza Jemanschelinskaja genannt.
1929–1931 begann die Erkundung und der Abbau einer in der Umgebung des Ortes entdeckten Steinkohlenlagerstätte. Eine Bergarbeitersiedlung entstand, welche am 25. September 1951 unter dem heutigen Namen Stadtrecht erhielt.

### Bevölkerungsentwicklung
| Jahr | Einwohner |
| ---- | --------- |
| 1939 | 11.080    |
| 1959 | 33.563    |
| 1970 | 33.389    |
| 1979 | 31.015    |
| 1989 | 31.153    |
| 2002 | 30.202    |
| 2010 | 30.216    |

Anmerkung: Volkszählungsdaten

## Wirtschaft
Nachdem der Steinkohlenbergbau, welcher Jemanschelinsk zuvor prägte, 1997 mit Schließung der letzten Schächte aufgegeben wurde, ist die Maschinenfabrik Jemanschelinski mechanitscheski sawod als Zulieferer des Traktorenbaus nun größtes Unternehmen der Stadt. Daneben gibt es weitere Betriebe des Maschinenbaus, der Bauwirtschaft, der Textilindustrie und der Futtermittelherstellung.

## Söhne und Töchter der Stadt
- Friedrich Lips (* 1948), Bajanist/Akkordeonist
- Jewgeni Barejew (* 1966), Schachspieler
- Irina Shayk (* 1986), Model